# Frans Verschoren
Frans Verschoren est un écrivain belge, (né à Wavre-Sainte-Catherine, province d’Anvers en 1874 et mort à Westmalle en 1951). Il a été professeur dans le secondaire, puis directeur d'école. Il est l'auteur notamment de contes pour la jeunesse.

## Ouvrages
- François et ses copains, version française de Roger Kervyn De Marcke ten Driessche, illustrations de Ninon, Bruxelles, Éditions Durendal, « Collection Roitelet » no 23, 1941, 96 p.
- Rayons de soleil (titre orig. Zonnig leven), traduction de Marie Gevers, Anvers, 1934.
- Frans Verschoren donna une traduction de la Comtesse des Digues de Marie Gevers, sous le titre De Dijkgravin (1938).